# Auditório Musical
o Auditório Musical é uma sala de concertos localizada no Largo do Matadouro na cidade da Póvoa de Varzim em Portugal. O edifício encontra-se em reabilitação e será a sede da Banda Musical da Póvoa de Varzim, com a Orquestra Ligeira da Banda Musical como orquestra residente. A presente sede da Banda Musical localiza-se na Praça do Marquês de Pombal, no edifício histórico denominado A Familiar, mais precisamente, no número 58 da Rua Cidade do Porto.
O Auditório Musical, construído para ser um edifício de apoio ao Festival Internacional de Música da Póvoa de Varzim, é o edifício do antigo Matadouro Municipal da Póvoa de Varzim, construído em 1873. O projecto do arquitecto Rui Bianchi manteve o que considerava que o edifício tinha de interessante, quer pedra quer madeira, mantendo a sua traça original.
A Banda Musical foi fundada a 12 de Junho de 1864 por Manuel Luís Monteiro Júnior. Do seu próprio bolso, comprou instrumentos e fardas, tratou da formação dos artistas e na véspera de Santo António, a banda saiu dos Paços do Concelho, deixando a população em êxtase. Em 1924, deu-se a cisão por desentendimentos. Formou-se assim a Sociedade Musical Banda Povoense (Banda dos Passarinhos) e a Banda Musical a Poveira (Banda dos Malhados). Em 1947 acabam por se fundir novamente, adoptando a presente designação.